# Combat de Saint-Jean-sur-Erve
Guerre franco-allemande de 1870
Batailles
- Chronologie de la guerre franco-prussienne de 1870
- Sarrebruck (08-1870)
- Wissembourg (08-1870)
- Forbach-Spicheren (08-1870)
- Wœrth (08-1870)
- Bitche (08-1870)
- Phalsbourg (08-1870)
- Borny-Colombey (08-1870)
- Strasbourg (08-1870)
- Mars-la-Tour (08-1870)
- Toul (08-1870)
- Gravelotte (08-1870)
- Metz (08-1870)
- Nouart (08-1870)
- Beaumont (08-1870)
- Noisseville (08-1870)
- Sedan (08-1870)
- Montmédy (09-1870)
- Soissons (09-1870)
- Siège de Paris et chronologie du siège (09-1870)
- Nompatelize (10-1870)
- Bellevue (10-1870)
- Châtillon (10-1870
- Châteaudun (10-1870)
- Buzenval (10-1870)
- Bourget (10-1870)
- Dijon (10-1870)
- Belfort (11-1870)
- La Fère (11-1870)
- Langres (11-1870)
- Bouvet et Meteor (navale) (11-1870)
- Coulmiers (11-1870)
- Thionville (11-1870)
- Châtillon-sur-Seine (11-1870)
- Villers-Bretonneux (11-1870)
- Beaune-la-Rolande (11-1870)
- Champigny (11-1870)
- Orléans (12-1870)
- Loigny (12-1870)
- Châteauneuf (12-1870)
- Beaugency (12-1870)
- Longeau (12-1870)
- l’Hallue (12-1870)
- Siège de Péronne (1871)
- Bapaume (01-1871)
- Villersexel (01-1871)
- Le Mans (01-1871)
- Héricourt (01-1871)
- Saint-Quentin (01-1871)
- Buzenval (01-1871)

Le combat de Saint-Jean-sur-Erve eut lieu le 15 janvier 1871  à Saint-Jean-sur-Erve dans la Mayenne. Le combat intervient après la bataille du Mans qui fut une défaite décisive de la France contre la Prusse dans le cadre de la guerre franco-allemande de 1870. Les 6 000 soldats français réussirent à retarder l'avancée d'un détachement prussien que dirigeait le général Karl von Schmidt (de).

## Contexte
Après la bataille du Mans, le 16e corps d'armée de l'armée de la Loire se replia sur Laval.
Le matin du 15, l'amiral Jean Bernard Jauréguiberry arriva à Saint-Jean-sur-Erve. Il disposait seulement de 6 000 hommes des 31e, 37e, 38e, 39e, 40e, et 62e régiments d'infanterie de marche, de la Garde nationale mobile de la Dordogne, de la Sarthe, de la Mayenne, de Maine-et-Loire et de Loir-et-Cher, des 8e, 10e, 15e régiments d'artillerie et du 3e régiment du génie. Le froid était intense avec une neige épaisse couvrant le sol.

### Mise en place du front de bataille
Il ordonna au capitaine de la Garde nationale mobile de la Mayenne de barrer la route en arrêtant la retraite. Il fait revenir les régiments qui avaient dépassé le bourg de Saint-Jean-sur-Erve et dont la tête atteignait Vaiges. Il disposa son front de bataille au-dessus du bourg, sur une ligne de 3 kilomètres. Il fait pratiquer des embrasures et préparer la destruction du pont sur l'Erve.
Le général Karl von Schmidt (de) arriva avec un détachement du 10e corps d'armée prussien (trois bataillons, neuf escadrons et huit pièces d'artillerie) au moment où s'achevait cette organisation,.

## Déroulement
Les premiers coups de fusil sont tirés à 11h entre les avant-postes français et les uhlans. L'artillerie qui accompagnait l'avant-garde prussienne, lance à quelques obus qui n'atteignent pas le bourg. A 12h30, le combat d'artillerie est engagé avec furie d'un versant à l'autre de la vallée. Un obus traverse le coup du cheval de l'Amiral, tue son chef d'état-major général, le colonel Béraud.
Les Prussiens tentèrent à 13h30 une attaque de front, qui est arrêtée à 3 reprises par les mitrailleuses du capitaine Perret. A 15h30, une tentative sur le flanc droit est repoussée par la Garde nationale mobile de la Dordogne, le 62e régiment de marche, un bataillon de la Sarthe, un bataillon du 37e de marche et les mitrailleuses du capitaine Delahaye. Une diversion tentée sur le flanc gauche, occupé par la Garde nationale mobile de la Mayenne, avait aussi échoué. A 17h, le mouvement offensif du général Karl von Schmidt était arrêté sur toute la ligne. 
Mais ce denier attendit des renforts annoncés ; puis, à 18h, il fit tourner l'aile gauche par le village de l'Épine où l'on se battit avec acharnement jusque dans les maisons. Le bourg  de Saint-Jean-sur-Erve fut bientôt envahi mais sans que l'arrière-garde française lâchât pied. Le commandant Mercier, du 40e régiment de marche, s'y défendait encore à 21h, pendant que s'opérait la retraite qui put se faire en bon ordre sans perdre une seule pièce de canon.
Le 2e bataillon de la Garde nationale mobile de la Mayenne envoyé dès le début du combat à l'extrême aile gauche, n'avait pu être avisé du mouvement de retraite ; il bivouaqua toute la nuit sur ses positions. Le 16 janvier, au matin, le capitaine Paul Bernard-Dutreil se porta par les chemins creux jusqu'aux premières maisons du bourg, se rendit compte qu'il était occupé par les Prussiens, revint trouver ses hommes et, les dissimulant derrière les haies, par des sentiers qu'il connaissait, les ramena le soir à Laval.
Le général von Schmidt renonça à s'emparer du village avant le lendemain.

## Conséquences
Les récits français indiquent que les Prussiens perdent de 1 000 à 1 200 hommes (pour 300 tués, blessés et disparus français), voire 3 000 hommes selon le général Chanzy. L'étude historique du colonel Rousset, utilisant les sources françaises comme allemandes, note : « Les Allemands avaient subi dans cette affaire une perte de 36 hommes et 1 officier ; les nôtres, qu'aucun document officiel n'établit, paraissent avoir été à peu près équivalentes ». L'étude des officiers français tués ou blessés dressée sous la direction de la section historique de l'État-major de l'Armée liste un unique officier tué, le colonel Béraud, et neuf officiers subalternes blessés (deux dans l'artillerie et sept parmi les mobiles de la Dordogne et de la Sarthe).
Ce succès défensif français n'eut que peu de conséquences car le général von Schmidt avait envoyé pendant le combat un bataillon, deux escadrons et deux pièces vers Sainte-Suzanne, chassant le 17e corps français et menaçant les flancs de l'armée de la Loire,.
La commune de Saint-Jean-sur-Erve fut frappée d'une contribution de guerre de 25 000 francs[réf. souhaitée]. Occupée par les Prussiens, elle les vit partir le 31 janvier et fut comprise dans la zone neutre[réf. souhaitée].
Le 24 octobre 1897, un monument a été inauguré sur le lieu du combat.

## voir aussi

### Monument
- Monument de Saint-Jean-sur-Erve